# آبشار اولوپنا
آبشار اولوپنا (به انگلیسی: Oloʻupena Falls) آبشاری است در مولوکای، هاوائی، ایالات متحده آمریکا که ارتفاع کلی ریزشگاه آن ۲٬۹۵۳ فوت (۹۰۰٫۰۷ متر) است. این آبشار چهارمین آبشار بلند جهان است.